# 新界區專線小巴404M線
新界區專線小巴404M線是香港一條由鈺天營辦的綠色專線小巴路線，由葵芳站循環往來海濱花園。
新界區專線小巴405線是香港一條由鈺天營辦的綠色專線小巴路線，由長亨循環往來祖尧邨

## 歷史
- 1993年：投入服務，來往葵芳站與醉酒灣工業區。
- 1999年12月12日：由醉酒灣工業區延長至海濱花園，由於延長路線後，途經荃灣華人永遠墳場，每逢清明節及重陽節期間特別增設來往葵芳及永孝街的短程班次，方便掃墓人士。[2]
- 2000年7月3日：葵芳開出之尾班車延遲至2330。
- 2002年1月29日：接受八達通繳付全程車費。[3]
- 2007年1月14日：本線加價，由$3.5加至$3.8，分段收費由$3.0加至$3.2。分段車費亦接受八達通付款。
- 2011年4月26日: 本線一輛專線小巴沿永順街向海濱花園行駛，當駛至荃灣屠房附近，懷疑收掣不及撞向前方的貨車。事件導致17人受傷，傷者主要是小巴乘客，一名女子傷勢較重，需由擔架送上救護車，分別送往仁濟醫院及瑪嘉烈醫院治理。[4]
- 2011年5月29日：本線加價，由$3.8加至$3.9，分段收費由$3.2加至$3.4。
- 2012年1月1日：本線加價，由$3.9加至$4.1。
- 2017年8月9日：全港首2部19座專綫小巴投入服務，其中一輛柴油引擎的（UY3936）屬此路線所有。[5]
- 2018年2月4日：本線加價，由$4.8加至$5.2，分段收費由$4.0加至$4.5。
- 2021年2月8日：[6]
  - 404M開辦短途班次來往葵芳站至葵喜街
  - 405縮短服務時間

## 服務時間及班次
404M
- 葵芳站開出：06:00-23:30（10-12分鐘一班）

404M特別班次
- 葵芳站↺醉酒灣工業區
  - 葵芳站開出:0800-1000

如無乘客要求於永建路下車，則不途經永建路。
- 葵芳站↺荃灣華人永遠墳場（清明節及重陽節特別班次）

405
| 長亨開     | 長亨開              | 長亨開       |
| 日期       | 服務時間            | 班次（分鐘） |
| ---------- | ------------------- | ------------ |
| 星期一至六 | 06:00-07:00         | 20           |
| 星期一至六 | 07:00-08:00         | 15           |
| 星期一至六 | 08:00-15:00不設服務 |              |
| 星期一至六 | 15:00-17:00         | 20           |

## 收費
404M
- 全程收費：$5.50
- 分段收費：
  - 葵芳站往葵涌公眾殮房：$4.50
  - 永建路往海濱花園：$4.50
  - 海濱花園往永基路：$4.50
  - 葵涌公眾殮房往葵芳站：$4.50

405
- 全程收費：$6.3

## 客量
由於本線連接港鐵葵芳站，比同於海濱花園開出，連接荃灣站的九巴238M線，乘搭本線轉乘港鐵更能節省來往市區的時間，故不少海濱花園居民均會選搭本線；又因本線途經葵盛圍學校區，是居於海濱花園學生的不二之選，故平日早上於海濱花園往往需要等候數班車才能上車。
另一方面，此路線亦駛經荃灣華人永遠墳場，故此每年清明節與重陽節前後，都有前往掃墓的民眾搭乘。

## 行車路線
404M
- 途經：興寧路、葵仁路、葵義路、迴旋處、葵福路、永基路、葵喜街、迴旋處、永順街、怡樂街、怡康街、永順街、迴旋處、葵喜街、永建路 @、永基路、葵福路、迴旋處、葵義路、葵富路、興芳路及興寧路

（@ 星期一至五08:00至10:00期間之班次若無人要求於此段下車，不會繞經，並改經永基路。）
405
- 途經：寮肚路、青衣西路、青康路、青衣路、葵青路、葵福路、荔景山路、敬祖路、荔景山路、葵福路、葵青路、青衣路、青康路、青衣西路及寮肚路